# Duarte Brandão
Duarte Brandão ou Edward Brampton foi um militar português.

## Biografia
Filho do rico Mercador Judeu Sefardita Jacob Baru, falecido em 1471, foi um famoso aventureiro dos séculos XV e XVI, que nada tinha a ver com os verdadeiros Brandões, do qual provêm os Brandões de Buarcos, que tiveram e trazem as suas Armas, e que por, segundo reza a lenda, ter assassinado um homem em Portugal. Foi primeiro para a Holanda e depois para Inglaterra, onde, de extrema bravura, depressa conquistou as boas graças do Rei Eduardo IV, que o batizou de pé de pé tornando-se cristão-novo com o nome de Edward Brampton, o armou Cavaleiro (documenta-se como Sir), o fez Cavaleiro da Ordem da Jarreteira, ao mesmo tempo que lhe deu o governo da Ilha de Guernsey.
Em 1476 encontrava-se em França, e pôde emprestar a D. Afonso V de Portugal elevadas somas quando o Rei de Portugal ali foi com D. Fernando de Almada, aí feito 2.º Conde de Avranches, para se avistar com Luís XI.
Com a morte deste rei francês e a de Eduardo V, ao tomar o partido de Ricardo III, jogaria, porém, na carta errada, e a vitória da fação contrária forçou-o a retirar-se para Portugal, para onde voltou. Foi bem acolhido por D. João II de Portugal, adotando o nome de Duarte Brandão, e tendo comprado a lezíria da Corte dos Cavalos, no termo da Azambuja, a D. João de Almeida, 2.º Conde de Abrantes, e a vila de Buarcos, com as marinas de Tavarede e a dízima nova de Montemor-o-Velho, a Martim de Sepúlveda. Eram tudo bens da coroa que D. João II lhe doou de juro e herdade a 14 de Janeiro e 22 de Maio de 1487, sendo então já do Conselho deste Rei e continuando a sê-lo com D. Manuel I de Portugal.
Só em 1500, alcançando o perdão de Henrique VII, pôde voltar a Inglaterra, onde ainda viveria o suficiente para ver um filho ser armado Cavaleiro da Ordem da Jarreteira em Winchester por aquele mesmo monarca.
Deixou geração em Portugal, que continuou a usar o apelido Brandão, e em Inglaterra, que prosseguiu a linhagem dos Brampton.
As Armas de Mercê Nova, concedidas a Duarte Brandão por Eduardo IV e reconhecidas por D. João II de Portugal, são as seguintes: de azul, com dois dragões de ouro, lampassados de vermelho e suas caudas e pescoços passados e repassados em aspa, as cabeças em fugida; timbre: os dragões do escudo.